# Рівердейл-Парк (Меріленд)
Рівердейл-Парк (англ. Riverdale Park) — місто (англ. town) в США, в окрузі Графство принца Георга штату Меріленд. Населення — 7351 особа (2020).

## Географія
Рівердейл-Парк розташований за координатами 38°57′48″ пн. ш. 76°55′32″ зх. д. / 38.96333° пн. ш. 76.92556° зх. д. (38.963230, -76.925550).  За даними Бюро перепису населення США в 2010 році місто мало площу 4,34 км², з яких 4,27 км² — суходіл та 0,07 км² — водойми.

## Демографія
Згідно з переписом 2010 року, у місті мешкало 6956 осіб у 1944 домогосподарствах у складі 1390 родин. Густота населення становила 1604 особи/км².  Було 2058 помешкань (475/км²).
Расовий склад населення:
| - 32,2 % — білих - 27,1 % — чорних або афроамериканців - 3,3 % — азіатів - 1,3 % — корінних американців - 0,1 % — вихідців з тихоокеанських островів - 32,0 % — осіб інших рас |

До двох чи більше рас належало 3,9 %. Частка іспаномовних становила 50,0 % від усіх жителів.
За віковим діапазоном населення розподілялося таким чином: 27,7 % — особи молодші 18 років, 65,6 % — особи у віці 18—64 років, 6,7 % — особи у віці 65 років та старші. Медіана віку мешканця становила 30,3 року. На 100 осіб жіночої статі у місті припадало 112,3 чоловіків;  на 100 жінок у віці від 18 років та старших — 112,5 чоловіків також старших 18 років.
Середній дохід на одне домашнє господарство  становив 75 387 доларів США (медіана — 56 852), а середній дохід на одну сім'ю — 71 024 долари (медіана — 52 172). Медіана доходів становила 34 607 доларів для чоловіків та 35 643 долари для жінок. За межею бідності перебувало 17,7 % осіб, у тому числі 33,7 % дітей у віці до 18 років та 5,6 % осіб у віці 65 років та старших.
Цивільне працевлаштоване населення становило 3666 осіб. Основні галузі зайнятості: будівництво — 19,4 %, науковці, спеціалісти, менеджери — 16,1 %, освіта, охорона здоров'я та соціальна допомога — 14,9 %.